# 半導体製造装置
半導体製造装置（はんどうたいせいぞうそうち）とは半導体の製造に使用される装置。

## 概要
半導体製造装置は半導体の製造のために使用される装置で年々微細化が進むため対応できるかどうかが競争力に直結する。特に縮小投影型露光装置(ステッパー)は微細化の要であり、製造ラインは露光装置を中心に配置される。1990年代までは日本の半導体産業も積極的に設備投資していたが、国際的な競争力の低下に伴い、2010年代以降は半導体事業の分社化、再編が進められ、国内の設備投資額は減りつつあり、半導体製造装置の国内需要の低下に伴い輸出依存が高まりつつあるが、新興国のメーカーの技術水準の向上に伴い、厳しい競争に晒される。かつては露光装置では首位だった日本メーカーも2010年以降はEUV露光装置の開発を事実上諦め、ASMLの後塵を拝しつつある。シリコンサイクルに伴い製造装置の需要が乱降下する。

## 主な半導体製造装置
- 縮小投影型露光装置（ステッパー）
- イオン注入装置
- 熱処理装置
- アッシング装置
- スパッタリング装置
- ダイシング装置
- 検査装置

## 主な企業
- 東京エレクトロン
- アプライド・マテリアルズ
- SCREENホールディングス(旧:大日本スクリーン製造)
- 日立ハイテク
- 東京精密
- 日本電子
- ASML
- ラムリサーチ
- ASMインターナショナル
- ニコン
- キヤノン
- 芝浦メカトロニクス
- KOKUSAI ELECTRIC